# Luke Hobson
Luke Hobson (Reno, 25 de junio de 2003) es un deportista estadounidense que compite en natación.
Participó en los Juegos Olímpicos de París 2024, obteniendo dos medallas, plata en 4 × 200 m libre y bronce en 200 m libre.
Ganó cinco medallas en el Campeonato Mundial de Natación entre los años 2023 y 2025, y tres medalla de oro en el Campeonato Mundial de Natación en Piscina Corta de 2024.
En diciembre de 2024 estableció una nueva plusmarca mundial en piscina corta de los 200 m libre (1:38,61) y de los relevos 4 × 100 m libre (3:01,66) y 4 × 200 m libre (6:40,51).
Estudió el grado en Publicidad en la Universidad de Texas en Austin.

## Palmarés internacional
| Juegos Olímpicos                    | Juegos Olímpicos    | Juegos Olímpicos  | Juegos Olímpicos |
| Año                                 | Lugar               | Medalla           | Prueba           |
| ----------------------------------- | ------------------- | ----------------- | ---------------- |
| 2024                                | París (Francia)     | Medalla de plata  | 4 × 200 m libre  |
| 2024                                | París (Francia)     | Medalla de bronce | 200 m libre      |
| Campeonato Mundial                  |                     |                   |                  |
| Año                                 | Lugar               | Medalla           | Prueba           |
| 2023                                | Fukuoka (Japón)     | Medalla de plata  | 4 × 200 m libre  |
| 2024                                | Doha (Catar)        | Medalla de bronce | 200 m libre      |
| 2024                                | Doha (Catar)        | Medalla de bronce | 4 × 100 m libre  |
| 2024                                | Doha (Catar)        | Medalla de bronce | 4 × 200 m libre  |
| 2025                                | Singapur (Singapur) | Medalla de plata  | 200 m libre      |
| Campeonato Mundial en Piscina Corta |                     |                   |                  |
| Año                                 | Lugar               | Medalla           | Prueba           |
| 2024                                | Budapest (Hungría)  | Medalla de oro    | 200 m libre      |
| 2024                                | Budapest (Hungría)  | Medalla de oro    | 4 × 100 m libre  |
| 2024                                | Budapest (Hungría)  | Medalla de oro    | 4 × 200 m libre  |